# Cuenca de Caldera
La Cuenca de Caldera es una cuenca sedimentaria ubicada en la costa del norte de Chile, al oeste de Copiapó, en la comuna de Caldera. La cuenca está llena de sedimentos marinos de la era del Cenozoico tardío. Con una extensión norte-sur de 43 kilómetros (27 mi) y un ancho este-oeste de 20 kilómetros (12 mi), la cuenca ocupa un área entre la costa y la Cordillera de la Costa de Chile, y entre el puerto de Caldera y la desembocadura del río Copiapó. El relleno sedimentario descansa sobre rocas metamórficas de la era paleozoica y sobre rocas plutónicas de la era mesozoica.

## Estratigrafía
| Nombre                  | Edad                     | Miembros        | Litología                                                        | Medio sedimentario                                  |
| ----------------------- | ------------------------ | --------------- | ---------------------------------------------------------------- | --------------------------------------------------- |
| Capas Caldera           | Pleistoceno              |                 |                                                                  |                                                     |
| Formación Bahía Inglesa | Mioceno tardío           | Quebrada Blanca | Conglomerado, arenisca, biocalcirrudita                          | Superficie costera, plataforma continental, tsunami |
| Formación Bahía Inglesa | Mioceno tardío           | Rocas Negras    | Calcirrudita, calcarenita                                        | Superficie costera                                  |
| Formación Bahía Inglesa | Mioceno tardío           | Mina Fosforita  | Arenisca, limolita, lutita                                       | Talud continental, superficie costera               |
| Formación Bahía Inglesa | Mioceno tardío           | Chorrillos      | Conglomerado clástico                                            | Cañón submarino                                     |
| Formación Bahía Inglesa | Mioceno tardío           | La Higuera      | Lutita con venas de yeso, arenisca, limolita, arcilla diatomácea | Balda exterior o encima de la pendiente continental |
| Formación Bahía Inglesa | Mioceno tardío           | Cerro Ballena   | Arenisca limosa                                                  | Llanura de marea                                    |
| Formación Bahía Inglesa | Mioceno tardío           | Punta Totoral   | Biocalcarenita, biocalcirrudita, conglomerado                    | Nivel del mar                                       |
| Formación Bahía Inglesa | Mioceno tardío           | Puerto Viejo    | Arenisca, limolita, arcilla, lutita, microcoquina                | Superficie costera, transgresión marina             |
| Formación Bahía Inglesa | Mioceno tardío           | El Pimentón     | Biocalcarenita, cuarzoarenita                                    | Superficie costera                                  |
| Formación Angostura     | Mioceno temprano a medio |                 | Conglomerado bien cementado                                      | Desembocadura de alta energía                       |